# Igon
Igon (wym. [igõ]) – miejscowość i gmina we Francji, w regionie Nowa Akwitania, w departamencie Pireneje Atlantyckie.
Według danych na rok 1990 gminę zamieszkiwały 792 osoby, a gęstość zaludnienia wynosiła 149 osób/km² (wśród 2290 gmin Akwitanii Igon plasuje się na 523. miejscu pod względem liczby ludności, natomiast pod względem powierzchni na miejscu 1406.).